# 石南屋站
石南屋站（英語：Heathcote Station）是悉尼城市鐵路的東郊及伊拉瓦拉線的一個沿線車站，它服務車站東面的石南屋區域。

## 月台服務和設施

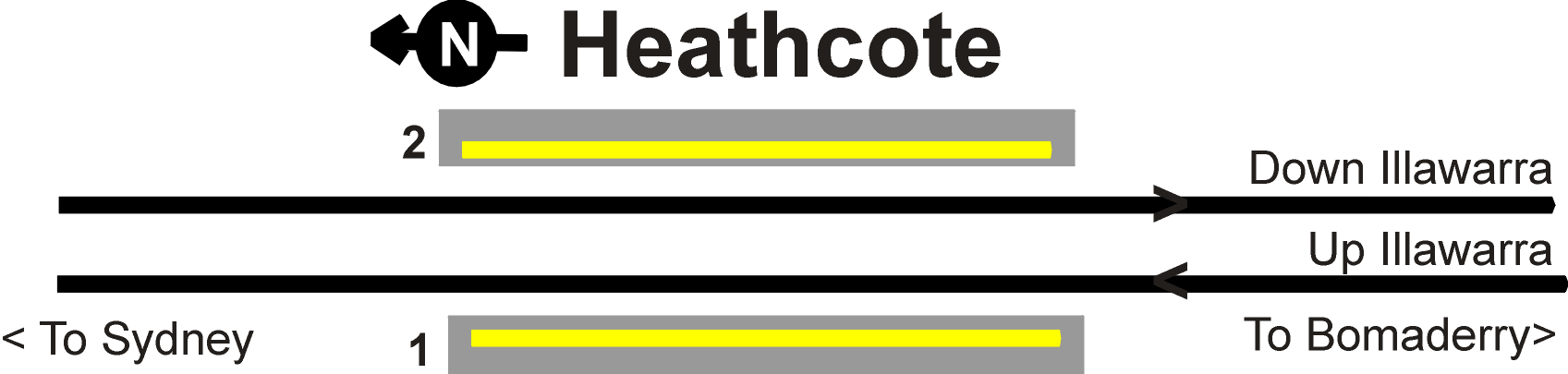
石南屋站路軌圖。

大部份時間每小時會在2班列車，星期一至五的繁忙時間會加設班次。
1號月台
- 東郊及伊拉瓦拉線 — 往邦迪聯運。

2號月台
- 東郊及伊拉瓦拉線 — 往瀑布。

### 傷殘人士設施

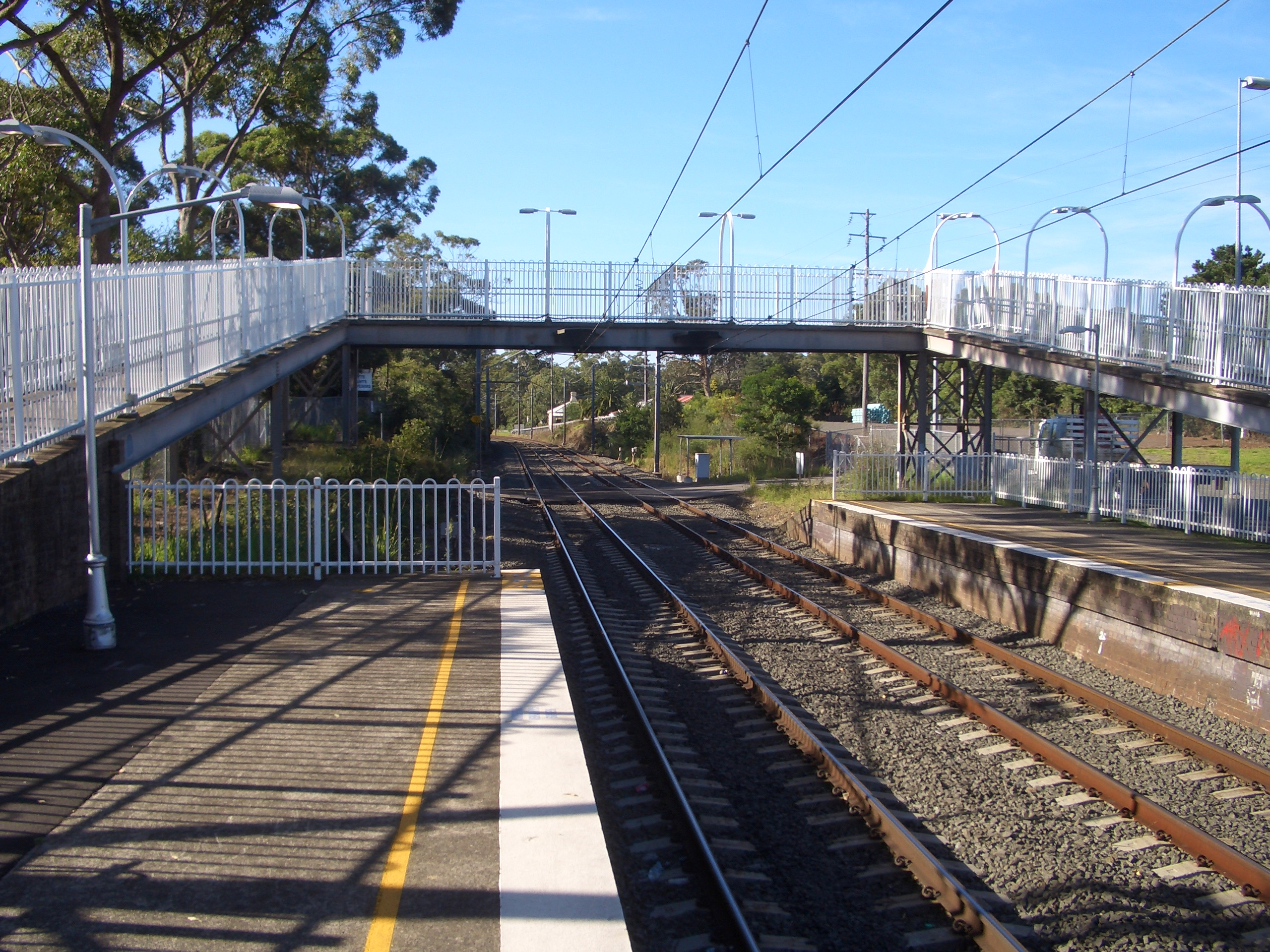
石南屋站的天橋。

該站與地面成平面，因此不需額外傷殘人士設施；兩個月台由一條天橋連接，而天橋能容許坐輪椅的人士上落。

## 外部連結
| 往都會區 | 往都會區 | 路線             | 往外城 | 往外城 |
| 英日殿   | ←        | 東郊及伊拉瓦拉線 | →      | 瀑布   |

1. ↑  Bureau of Transport Statistics.  (PDF). Transport NSW.   [13 July 2018]. （原始内容存档 (PDF)于2020-02-28）.
2. ↑  . City Rail.   [29 June 2009]. （原始内容存档于2010-11-25）.